# Diego Váldez
Diego Gabriel Váldez Samudio, znany również jako „Mudo Váldez” (ur. 14 listopada 1993 w Asunción) – paragwajski piłkarz grający na pozycji defensywnego pomocnika. W sezonie 2021 występuje w klubie Club Sol de América. Jest do niego wypożyczony z Atlético San Luis.

## Kariera juniorska
Váldez jako junior grał w trzech klubach: Rubio Ñú (lata 2011–2012), Herreros Bueno (lata 2012–2013) oraz Deportivo Capiatá (lata 2013–2016).

## Kariera seniorska

### Sportivo San Lorenzo
Pierwszy mecz w sezonie 2019 Váldez rozegrał 22 stycznia 2019 roku, występując przeciwko Club River Plate (wyg. 1:0). Pierwszą bramkę piłkarz ten zdobył 4 maca 2019 roku w przegranym 2:1 spotkaniu przeciwko Club Libertad. W sezonie 2019 dla Sportivo San Lorenzo Paragwajczyk rozegrał 16 meczów, w których strzelił jednego gola.

### Atlético San Luis
Váldez trafił do Atlético San Luis 1 lipca 2019 roku. Debiut dla tego zespołu zaliczył on 21 lipca 2019 roku w przegranym 2:0 spotkaniu przeciwko Pumas UNAM. Premierowego gola piłkarz ten strzelił 8 sierpnia 2019 roku w meczu z Potros UAEM (wyg. 0:2), notując hat tricka. Do 29 kwietnia 2021 roku Paragwajczyk w barwach Atlético San Luis wystąpił w 6 spotkaniach, zdobywając 4 bramki.

### Club Sol de América
Váldeza wypożyczono na dwa lata do Club Sol de América 1 stycznia 2020 roku. Zadebiutował on dla tego klubu 26 stycznia 2021 roku  w meczu z Sportivo Luqueño (wyg. 1:0). Pierwszą bramkę zawodnik ten zdobył 16 lutego 2020 roku w wygranym 3:1 spotkaniu przeciwko General Díaz Luque, notując dublet. Do kwietnia 2021 roku dla Club Sol de América Paragwajczyk rozegrał 42 mecze, strzelając 6 goli.

## Kariera reprezentacyjna
| Numer | Przeciwko | Ranga           | Data          | Gole | Wynik (czer. porażki) |
| ----- | --------- | --------------- | ------------- | ---- | --------------------- |
| 1     | Peru      | Mecz towarzyski | 23 marca 2019 | 0    | 1:0                   |

## Sukcesy
Sukcesy w karierze klubowej:
- Segunda división paraguaya – 1x, z Sportivo San Lorenzo, sezon 2018

## Przydomek
Przydomek Váldeza – „Mudo” (Cichy) – nadał mu Xavi Roura. Paragwajczyk otrzymał ten przydomek, ponieważ po przyjściu do Sportivo San Lorenzo piłkarz ten był bardzo cichy.